# Senianske rybníky
Senianske rybníky je národní přírodní rezervace v oblasti Latorica. Byla vyhlášena na ochranu vzácných vodních společenství a na ochranu vodního a pobřežního ptactva.
Nachází se v katastrálním území obcí Blatná Polianka a Iňačovce v okrese Michalovce, okrese Sobrance v Košickém kraji. Území bylo vyhlášeno či novelizováno v roce 1974 na rozloze 213,31 ha. Rozloha ochranného pásma byla stanovena na 211,28 ha.